# Linnaemya pictipennis
Linnaemya pictipennis là một loài ruồi trong họ Tachinidae.